# Gaetano Orlando
Gaetano Orlando detto Gates (Montréal, 13 novembre 1962) è un ex hockeista su ghiaccio e allenatore di hockey su ghiaccio canadese naturalizzato italiano.

## Biografia
Orlando inizia a giocare a hockey nella squadra della sua scuola a Montréal. L'ultimo anno di liceo (1979-80) mette a segno 72 punti in 70 incontri, facendosi notare dai talent scout dei college. Quello di Providence gli offre una borsa di studio, e così Orlando si trasferisce negli Stati Uniti. I Providence Friars disputano il campionato NCAA. Viene selezionato dalla NHL già nel 1981, come ottava scelta (164ª assoluta) dei Buffalo Sabres, tuttavia preferisce dedicarsi agli studi prima di passare al professionismo.
Conseguita la laurea in economia d'impresa, Orlando comincia a giocare per il farm team AHL dei Sabres, i Rochester Americans. Con 15 punti in 11 gare si guadagna la riconferma per l'anno successivo (1984-85). In quella stagione fu anche richiamato in prima squadra, facendo così l'esordio in NHL (9 punti in 11 gare). Nonostante un infortunio al ginocchio subito nel mese di febbraio, i Sabres lo convocano per i play-off. La stagione 1985-86 diventa un titolare a Buffalo, ma la stagione successiva la cosa non si ripete, e Orlando gioca 44 incontri con gli Americans e 27 coi Sabres.
Diventa ormai chiaro che coi Sabres non c'è futuro, e Orlando si trasferisce oltreoceano con la casacca dell'Hockey Club Merano, dove disputa la stagione 1987-88 (salvo il breve ritorno a Rochester per i play-off). Orlando disputerà sette stagioni nel campionato italiano di hockey su ghiaccio, con - oltre a Merano - HC Bolzano e HC Devils Milano, vincendo quattro titoli, oltre che un Alpenliga. Al termine della stagione 1993-94 Orlando si trasferisce in Svizzera, dove giocò per quattro anni (1994-98) tra le file del SC Bern(con cui vinse il titolo 1996-97) e uno con l'HC Lugano (con cui vinse il titolo 1998-99), nella Lega Nazionale A. Nel 1997-98 ha disputato i play-off in Italia con l'SG Cortina.
Con la Nazionale italiana cominciò a giocare nel 1990. Col Blue Team ha disputato i campionati del mondo 1992, 1993, 1994, 1995, 1996, 1997, 1998 e 1999, i mondiali di seconda divisione del 1990 e 1991, e i Giochi olimpici di Lillehammer 1994 e Nagano 1998.
Al termine della stagione 1998-99 si ritira dall'hockey giocato ed inizia ad allenare. Già aveva ricoperto il ruolo di allenatore in seconda/giocatore in nazionale, ma il suo primo incarico saranno le giovanili del Rochester Americans, a cui seguirono gli Adirondack IceHawks (UHL) e - da allenatore in seconda - gli Albany River Rats (AHL), coi quali nel 2003 è sceso un'ultima volta sul ghiaccio. Dal 2004 è entrato nell'organizzazione dei New Jersey Devils come scout. Si allontanò poi dal mondo dell'hockey, anche a causa di una rara malformazione cardiaca, che nel 2012 lo ha costretto all'impianto di un cuore artificiale nell'attesa di un trapianto di cuore, avvenuto poi nel febbraio 2013. Dopo l'operazione tornò ai Devils, e dal 2017 è assistente direttore del settore degli scout dei campionati amatoriali.

## Palmarès

### Club
- Campionato italiano: 4

Bolzano: 1989-90
Devils Milano: 1991-92, 1992-93 e 1993-94
- Alpenliga: 1

Devils Milano: 1991-1992
- Campionato svizzero: 2

Berna: 1996-97
Lugano: 1998-99

### Individuale
- 2 volte miglior realizzatore in Italia: 1991-92 e 1993-94
- 1 volta miglior realizzatore del campionato svizzero, stagione regolare: 1996-97
- 1 volta miglior realizzatore del campionato svizzero, playoff: 1996-97
- 1 volta eletto miglior giocatore del campionato svizzero: 1996-97
- 1 volta miglior realizzatore del mondiale di II divisione: 1990 (eletto miglior attaccante)
- 2 volte All star team del mondiale di II divisione: 1990 e 1991